# Butt (revista)
Butt es una revista trimestral dirigida a hombres gais, fundada en 2001 en los Países Bajos por Gert Jonkers y Jop van Bennekom. Está publicada en inglés y se distribuye internacionalmente. En 2008 su tirada fue de 24.000 ejemplares. Fue creada como alternativa radical y desenfadada a las revistas gais del momento, que a Jonkers y van Bennekom les parecían demasiado burguesas y comerciales. Para distinguirse y marcar su personalidad, Butt adoptó desde el primer número su característica estética de fanzine.
Entre sus contenidos figuran fotografías y entrevistas con reputados artistas gais. Su primer número (mayo de 2001) se hizo muy famoso por contener fotografías del modisto alemán Bernhard Willhelm, quien posó desnudo para Wolfgang Tillmans. Entre otros colaboradores, han publicado en Butt Casey Spooner, Michael Stipe, John Waters, Heinz Peter Knes, Edmund White, Terence Koh, Walter Pfeiffer y Slava Mogutin.
La revista también acepta colaboraciones espontáneas de sus lectores, que pueden enviar entrevistas, cartas, fotografías o artículos. Aunque Butt está dirigida a un público masculino y homosexual, ha recibido elogios por la variedad de sus contenidos desde medios y sectores muy diversos.
En 2005, The Guardian nombró a BUTT como una de sus veinte revistas principales. Hacia 2008 la revista tenía una circulación mundial estimada de 24 000 ejemplares. En 2014, la editorial Taschen lanzó Butt Forever, una antología de algunas de las publicaciones más destacados de la revista desde sus inicios.
La revista está disponible en todo el mundo; en Estados Unidos y Reino Unido estuvo disponible en las tiendas American Apparel, entre otros lugares. Dejó de publicarse en papel en 2011 y fue relanzada en septiembre de 2022.